# Liste des cours d'eau de l'Antarctique

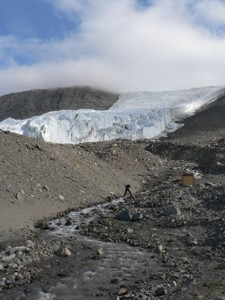
Ruisseau de fonte en Antarctique.

Cet article recense les cours d'eau du continent Antarctique.

## Caractéristiques
Les cours d'eau de l'Antarctique sont tous des ruisseaux provenant d'eau de fonte de glaciers. Ils sont de courte taille (l'Onyx, le plus long d'entre eux, mesure 40 km) et de débit irrégulier et fortement saisonnier.

## Liste

### Rivières
Les cours d'eau suivants sont référencés comme ruisseaux (streams) par l'USGS :
- Alphée (78° 12′ S, 163° 45′ E)
- Onyx (77° 32′ S, 161° 45′ E)

### Ruisseaux
Les cours d'eau suivants sont référencés comme ruisseaux (stream ou creek), par l'USGS :
- Streams :
  - Adams Stream (78° 06′ S, 163° 45′ E)
  - Ball Stream (77° 26′ S, 163° 43′ E)
  - Bohner Stream (77° 42′ S, 162° 32′ E)
  - Bulwark Stream (78° 16′ S, 163° 32′ E)
  - Canada Stream (77° 37′ S, 163° 03′ E)
  - Commonwealth Stream (77° 35′ S, 163° 30′ E)
  - Crescent Stream (77° 37′ S, 163° 11′ E)
  - Delta Stream (77° 38′ S, 163° 07′ E)
  - Doran Stream (77° 42′ S, 162° 34′ E)
  - Fitzgerald Stream (77° 16′ S, 166° 21′ E)
  - Harrison Stream (77° 17′ S, 166° 24′ E)
  - Hobbs Stream (77° 55′ S, 164° 30′ E)
  - Howchin North Stream (78° 12′ S, 163° 25′ E)
  - Howchin South Stream (78° 13′ S, 163° 25′ E)
  - Kite Stream (77° 23′ S, 162° 07′ E)
  - Lost Seal Stream (77° 36′ S, 163° 14′ E)
  - Marshall Stream (78° 04′ S, 164° 18′ E)
  - Miers Stream (78° 07′ S, 164° 09′ E)
  - Mizukumi Stream (69° 00′ S, 39° 35′ E)
  - Priscu Stream (77° 39′ S, 162° 45′ E)
  - Salmon Stream (77° 56′ S, 164° 30′ E)
  - Scheuren Stream (77° 24′ S, 163° 39′ E)
  - South Stream (77° 27′ S, 163° 44′ E)
  - Surko Stream (77° 25′ S, 163° 44′ E)
  - Von Guerard Stream (77° 37′ S, 163° 15′ E)
  - Walcott North Stream (78° 14′ S, 163° 23′ E)
  - Walcott South Stream (78° 15′ S, 163° 23′ E)
  - Wales Stream (77° 35′ S, 163° 30′ E)
  - Ward Stream (78° 11′ S, 163° 42′ E)
  - Wilson Stream (77° 17′ S, 166° 26′ E)

- Creeks :
  - Aiken Creek (77° 36′ S, 163° 17′ E)
  - Alice Creek (64° 50′ S, 63° 29′ O)
  - Andersen Creek (77° 37′ S, 162° 54′ E)
  - Andrews Creek (77° 37′ S, 163° 03′ E)
  - Bowles Creek (77° 37′ S, 163° 03′ E)
  - Delta Stream (77° 38′ S, 163° 07′ E)
  - Furlong Creek (77° 39′ S, 163° 07′ E)
  - Green Creek (77° 37′ S, 163° 04′ E)
  - Harnish Creek (77° 37′ S, 163° 13′ E)
  - House Creek (77° 39′ S, 162° 45′ E)
  - Huey Creek (77° 36′ S, 163° 06′ E)
  - Lawson Creek (77° 43′ S, 162° 16′ E)
  - Lizotte Creek (77° 42′ S, 162° 29′ E)
  - Lyons Creek (77° 44′ S, 162° 16′ E)
  - Maria Creek (77° 37′ S, 163° 03′ E)
  - McKay Creek (77° 39′ S, 162° 45′ E)
  - McKnight Creek (77° 36′ S, 163° 16′ E)
  - Rezovski Creek (62° 38′ S, 60° 21′ O)
  - Salmon Stream (77° 56′ S, 164° 30′ E)
  - Skua Creek (65° 15′ S, 64° 16′ O)
  - Station Creek (62° 12′ S, 58° 58′ O)
  - Stella Creek (65° 15′ S, 64° 16′ O)
  - Vincent Creek (77° 43′ S, 162° 26′ E)
  - Wharton Creek (77° 39′ S, 162° 45′ E)